# Sankt Johannes Sogn (Vejle Kommune)
Sankt Johannes Sogn ist eine Kirchspielsgemeinde (dän.: Sogn) im südlichen Dänemark. Bis 1970 gehörte sie zur Harde Nørvang Herred im damaligen Vejle Amt, danach zur Vejle Kommune im erweiterten Vejle Amt, die im Zuge der  Kommunalreform zum 1. Januar 2007 in der „neuen“  Vejle Kommune in der Region Syddanmark aufgegangen ist.
Von den 61.310 Einwohnern von Vejle  leben 5927 im Kirchspiel Sankt Johannes (Stand:1. Januar 2023). Im Kirchspiel liegt die Kirche „Sankt Johannes Kirke“.
Nachbargemeinden sind im Norden Hover Sogn, im Osten Vor Frelsers Sogn, im Süden Sankt Nikolaj Sogn und im Westen Skibet Sogn.